# Lakewood Park, Florida
Lakewood Park är en ort (CDP) i St. Lucie County, i delstaten Florida, USA. Enligt United States Census Bureau har orten en folkmängd på 11 323 invånare (2010) och en landarea på 17,2 km².